# Varats olidliga lätthet
Varats olidliga lätthet (tjeckiska: Nesnesitelná lehkost bytí) är Milan Kunderas femte roman, skriven 1982 och utgiven första gången 1984 översatt till franska, i Frankrike. Först året efter utgavs den på originalspråk av exilförlaget 68 Publishers i Toronto. Boken är Milan Kunderas mest kända verk.

## Handling
Boken utspelar sig i Prag 1968 och beskriver händelser i några artisters och intellektuellas liv under Pragvåren och Sovjetunionens inmarsch i landet.

## Om boken
Kundera gjorde stor internationell succé då romanen Nesnesitelná lehkost bytí kom ut. Den svenska översättningen av Ulla Bruncrona kom samma år. Boken var förbjuden i Kunderas hemland Tjeckoslovakien fram till år 1989. 

## Filmatisering
Nesnesitelná lehkost bytí blev 1988 filmatiserad av Philip Kaufman som The Unbearable Lightness of Being. Huvudfiguren Tomas spelas av Daniel Day-Lewis, Tereza av Juliette Binoche och Sabina av Lena Olin. I andra roller syns bland andra Stellan Skarsgård och Erland Josephson. 